# Adalbert Wojciech Starczewski

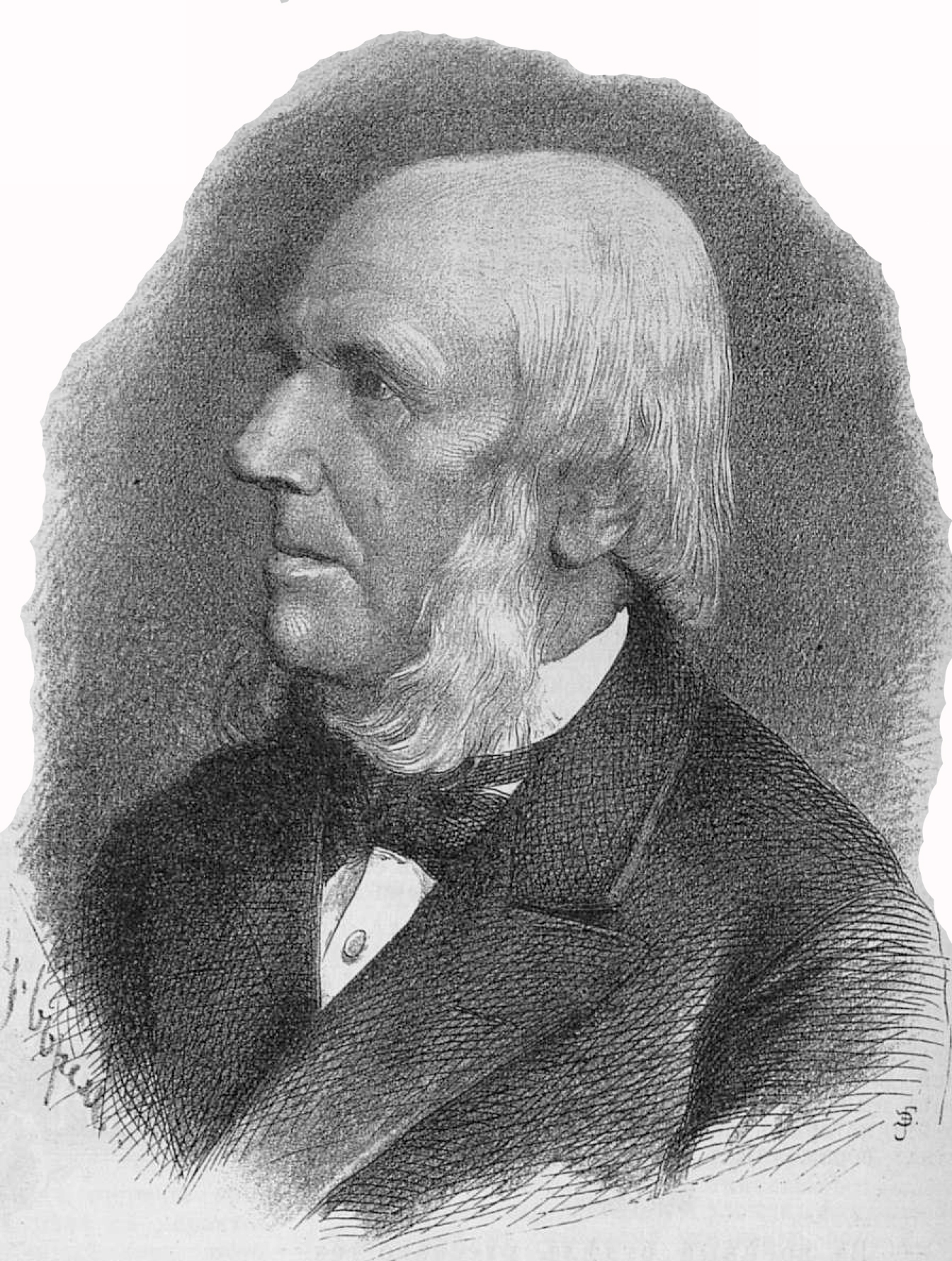
Adalbert Wojciech Starczewski

Adalbert Wojciech Starczewski (ros. Альберт Викентьевич Старчевский; ur. 28 kwietnia 1818 guberni kijowskiej, zm. 7 października 1901 w Petersburgu) – rosyjski dziennikarz, historyk literatury oraz językoznawca (znawca języków europejskich i wschodnich) polskiego pochodzenia. Studiował prawo na uniwersytetach kijowskim oraz petersburskim. Jeszcze jako student wydał pierwszy tom dzieła Historiae Ruthenicae Scriptores exteri saeculi XVI (1842). Przetłumaczył na język francuski rosyjski kodeks handlu (Торговый устав 1653), sporządził wypis z praw rosyjskich o cudzoziemcach „Die russischen Gesetze Auslander betreftend”, zebrał w berlińskiej bibliotece publicznej kolekcję portretów oraz autografów różnych postaci historycznych, której część wydano pod nazwą „Galerie slave” (około 360 przedstawicieli świata słowiańskiego z ich biografiami). Sporządził opisy gramatyki dziesięciu języków słowiańskich (w rękopisie) i wydrukował dzieło o historii literatury rosyjskiej „Литература русской истории с Нестора до Карамзина”. 
W latach 1848–1856 był redaktorem miesięcznika „Bibliotieka dla cztienija” (ros. Библиотека для чтения). 